# Kim Kardashian: Hollywood
Kim Kardashian: Hollywood est un jeu vidéo de rôle de type Casual game, Free-to-play, sorti sur les systèmes d'exploitations iOS et Android le 24 juin 2014. Dans le jeu, le but du joueur est d'augmenter sa notoriété et sa réputation, en commençant par la liste E et en montant jusqu'à la liste A. Le jeu est présenté par la personnalité médiatique américaine Kim Kardashian, avec des apparitions régulières de son personnage.

## Jeu
Les joueurs cherchent à accroître leur réputation en gagnant des fans en effectuant des actions comme décrocher des emplois de mannequin, d'acteur, en faisant des apparitions dans des Discothèque et en allant à des rendez-vous galants afin de devenir des célébrités de la liste A,.

## Développement
Le PDG de Glu Mobile, Niccolo De Masi, contacte Kim Kardashian pour la première fois au sujet de la création d'un jeu mobile au début de l'année 2013, alors qu'il se trouve à Hollywood pour négocier de nombreux contrats,. La société souhaite créer un jeu de rôle décontracté qui réutilise les moteurs tout en ajoutant un aspect populaire et estime que « Kardashian est la meilleure image de marque au monde ».

## Sortie
Au cours des cinq premiers jours suivant sa sortie, le jeu rapporte 1,6 million de dollars et obtient une note de 5 étoiles sur iOS,.